# Finn Cole
Finlay „Finn“ Lewis Cole (* 9. November 1995 in London, England) ist ein britischer Schauspieler.

## Lebenslauf
Cole wurde in London geboren und wuchs mit vier Brüdern auf. Sein ältester Bruder ist der Schauspieler Joe Cole, der ihm auch sein erstes Casting verschaffte. Zusammen spielten beide von 2014 bis 2022 in der Fernsehserie Peaky Blinders – Gangs of Birmingham Cousins.

## Filmografie (Auswahl)
- 2014–2022: Peaky Blinders – Gangs of Birmingham (Peaky Blinders, Fernsehserie)
- 2015: An Inspector Calls (Fernsehfilm)
- 2015: Lewis – Der Oxford Krimi (Lewis, Fernsehserie, 2 Episoden)
- 2016–2022: Animal Kingdom (Fernsehserie, 75 Episoden)
- 2018: Slaughterhouse Rulez
- 2019: Dreamland
- 2020: Here Are the Young Men
- 2021: Fast & Furious 9 (F9)
- 2023: Locked In
- 2025: Last Breath